# カベルネ・フラン
カベルネ・フラン（仏：Cabernet Franc）は赤ワイン用のブドウ品種である。主にボルドースタイルのワインにおいてカベルネ・ソーヴィニヨンやメルローとのブレンドに用いられるが、ロワールのシノンのように単体で使われることもある。その他にカナダやアメリカ、アルゼンチンといった国でも栽培されており、アイスワインに仕立てられることもある。
カベルネ・フランはカベルネ・ソーヴィニヨンよりも軽く、明るく淡い赤色のワインとなる。より強固なブドウ品種とブレンドすることにより、ワインにフィネスと胡椒のような香りを加えることができる。栽培地域によって、タバコやラズベリー、ピーマン、カシス、スミレなどの香りが生まれることがある。
ボルドーにおいて、カベルネ・フランは記録上18世紀にさかのぼるが、その頃には既にロワールで栽培が行われていた。DNA分析により、カベルネ・フランはカベルネ・ソーヴィニヨンやメルロー、カルメネールの片方の親であることが分かっている。

## 歴史

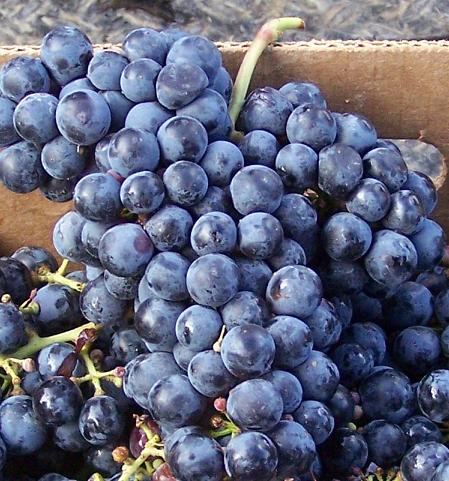
カベルネ・フランの果実

かつてはボルドー発祥と考えられていたが、現在ではスペインのバスク地方が起源であるとする説が有力視されている。バスク地方に12世紀に建てられた教会に残る記録に"Acheria"というブドウを植えたとの記述があるが、これはバスク地方におけるカベルネ・フランの別名であり、カベルネ・フランの最古の記録であると考えられている。
カベルネ・フランはフランス南西部のリブルネ地区に17世紀に定着したと考えられているが、これはリシュリュー枢機卿がロワール渓谷に苗木を持ち込んだためである。このとき、ブルトンという名前の修道院長の庇護のもとブルグイユ修道院に植えられたことが、後にこの品種がブルトンと呼ばれるきっかけになった。18世紀までにはカベルネ・フランはフロンサックやポムロール、サン・テミリオン一帯に植えられており、高品質なワインが産出されていたが、この時はブーシェ（Bouchet）という名前で知られていた。18世紀から19世紀にかけて、カベルネ・ソーヴィニヨンの栽培が広まっていくにつれ、これら2つの品種は近い特徴があると見なされ、近縁であるとの説が浮上した。1997年には、DNA解析の結果からカベルネ・フランとソーヴィニヨン・ブランが交配しカベルネ・ソーヴィニヨンが産まれたことが分かった。

## 栽培

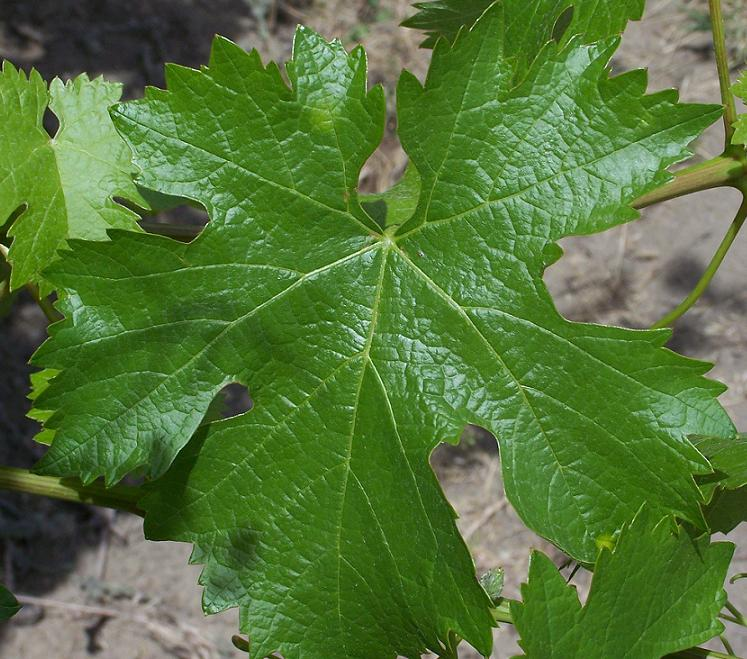
カベルネ・フランの葉

一般にカベルネ・フランはカベルネ・ソーヴィニヨンと極めて近い品種であるが、芽吹きと成熟は少なくとも1週間早い。このため、カベルネ・ソーヴィニヨンよりもロワール地方などやや冷涼な地域に対する適正がある。ボルドーにおいては、収穫期の悪天候によりカベルネ・ソーヴィニヨンが損害を受ける可能性を見越した「保険」として植えられている。芽吹きが早いため、開花期の初めに花ぶるいという病害を起こしやすい。樹は直立性が高く頑健で、濃緑色で5つに切れ込んだ葉を持つ。房は細長い形状であり、やや小さいか中庸程度の大きさである。果実は極めて小さく、青みがかった黒色であり、果皮は非常に薄い。カベルネ・ソーヴィニヨンよりは突然変異を起こしやすい傾向にあるが、ピノ・ノワールほどではない。
カベルネ・フランは様々な土壌に適応するが、なかでも砂の多い白亜質土壌に適しており、重厚なフルボディのワインが産出される。ロワール渓谷では砂利の多い台地とテュフォの覆われた斜面の間のテロワールの違いをできあがったワインから感じ取ることができる。収量に対して極めて敏感な品種であり、収量が過剰であると青臭い植物性の香りとなる。

## 生産地域

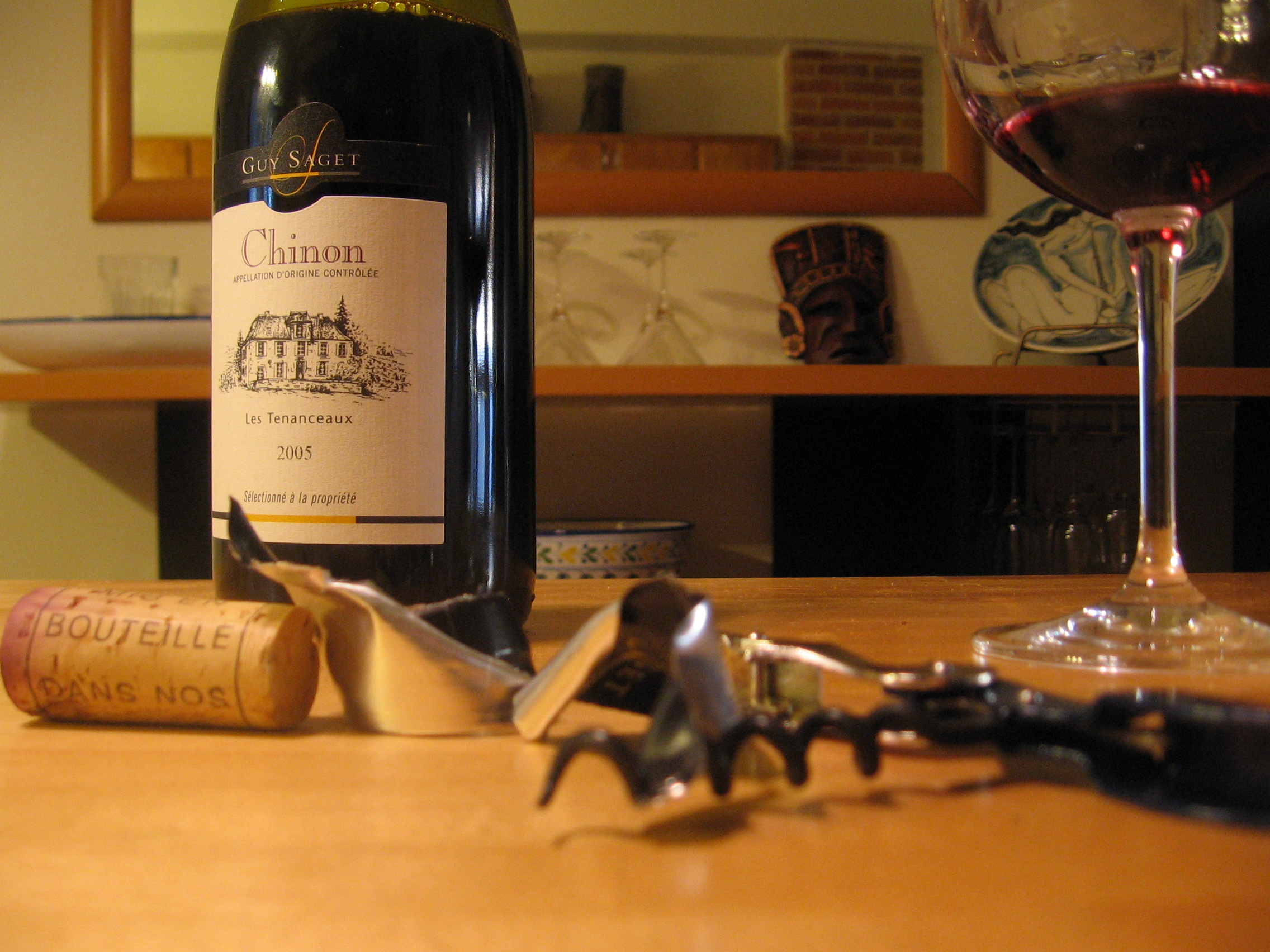
ロワール渓谷、シノンのワインはカベルネ・フラン単体から造られる。

カベルネ・フランは全世界で50000ヘクタール強の栽培面積があり、世界での栽培面積が17番目の品種である。栽培例はヨーロッパやニューワールド諸国のほか、中国やカザフスタンでさえ見られる。多くの場合、メリタージュとも呼ばれるボルドースタイルのブレンドに用いられ、カベルネ・ソーヴィニヨンやメルローに次ぐ重要度がある。イタリア北東部やアンジュー・ソーミュール、トゥーレーヌ、ボルドー右岸などの地域では、カベルネ・フランはブレンドにおいても主要な役割を占めることがあるほか、単一品種のワインも造られる。

### フランス

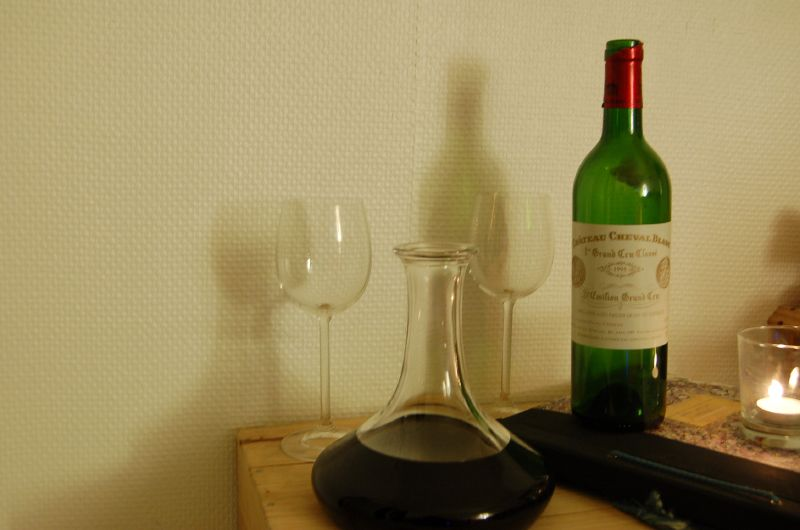
ボルドー右岸、サン・テミリオンに位置するシャトー・シュヴァル・ブランのワイン。カベルネ・フランが重要な構成要素である。

フランスにおいては、ロワール渓谷やボルドーのリブルヌ周辺で主要な品種である。2000年には、フランス国内で6番目に多く栽培されている品種であった。ほかにカベルネ・フランの栽培が顕著に見られる地域としては、ベルジュラックやマディランのAOCが挙げられる。ボルドーにおいては栽培面積の1~2割を占めるにすぎず、主要品種として使われることは稀であるが、サン・テミリオンのシャトー・シュヴァル・ブランやポムロールのシャトー・ラフルールではカベルネ・フランを主体として極めて高品質なワインが造られている。ロワールにおいては、アンジューやブルグイユ、シノン、ソーミュール・シャンピニィといった地域でカベルネ・フランが広く栽培されている。

### イタリア
2000年において、イタリアではカベルネ・フランの栽培面積は7000ヘクタール以上であった。もっとも、この品種はカベルネ・ソーヴィニヨンや古いボルドー系の品種であるカルメネールと混同されていることが多々あるため、ブドウ品種学者による広範な調査がない限り真の栽培面積は不明である。栽培例のほとんどはイタリアの最北東部、特にフリウリ＝ヴェネツィア・ジュリア州に集中しているが、ヴェネト州でもボルド（Bordo）の名前で栽培されているほか、キャンティのブレンドに用いられたり、南部のプーリア州でも栽培されている。トスカーナ州において、カベルネ・フランの栽培は特にボルゲリやマレンマで近年増加しており、ブレンドに用いた場合にバランスとエレガントさを発揮すると評されている。イタリアワインではラベルに単に"Cabernet"と表記されていることがあるが、この場合はカベルネ・フランが主要品種であるか、もしくはカベルネ・フランとカベルネ・ソーヴィニヨンのブレンドであることが一般的である。

### ハンガリー
ハンガリーにおいては、1990年代後半からカベルネ・フランの注目度が増してきた。これは、ワイン生産地域によっては気候や生育条件がカベルネ・ソーヴィニヨンが完熟するのには適していないことが分かってきたためである。ヴィラーニ地方やセクサールドといった成功を収めている地域においては、カベルネ・フランから造られるワインは極めて高いポテンシャルを示し、専門家によっては「カベルネ・フランは新たな住処をヴィラーニに見つけた」と語っている。ハンガリーで造られる単一品種のカベルネ・フランは一般的にはフルボディでタンニンは中庸なものから豊富なものまであり、スパイスや青い花、赤や黒のベリーなどの豊かな香りがある。10年ほどの熟成に耐えるポテンシャルがあるとも考えられている。概ね12か月から18か月、ハンガリー産オーク樽での熟成を行う場合が多い。
その他、エゲルでも栽培例があるほか、バラトン湖南部やショプロンのブドウ畑でも比較的規模は小さいながら栽培されている。これらの地域では、カベルネ・フランはボルドーブレンドの構成要素に用いられることが多いが、ロゼワインの生産に使われることもある。

### その他のヨーロッパ
フランスやイタリア以外では、ギリシャ（"tsapournakos"という名前で呼ばれる）、ブルガリア、スロベニア、クロアチア（特にイストリア半島のサヴドリア）で相当量の生産がおこなわれている。スペインではあまり一般的ではないが、主にカタルーニャ州で栽培されており、DOカタルーニャおよび4つのDOP（コステルス・デル・セグレ、エンポルダ、プラ・デ・バジェス、プリオラート）で使用可能である。ヴァレンシア州やカスティーリャ・ラ・マンチャ州でも栽培されている。スペインでは2015年において732ヘクタールの栽培面積があった。

### カナダ
カナダではカベルネ・フランはオンタリオ州のナイアガラ半島やプリンスエドワード郡、エリー湖北岸、ピーリー島、あるいはブリティッシュ・コロンビア州のオカナガン・ヴァレーといった地域で栽培されており、人気が拡大している。ブレンドに用いられることが多いが、単一品種ワインも増えてきているほか、アイスワインにも用いられる。カベルネ・ソーヴィニヨンよりも2週間ほど早く熟すという特性から、カベルネ・フランは冷涼な気候のカナダには他の赤ワイン用品種よりも適している。オンタリオ州のカベルネ・フランはラズベリーや植物的な香りがあり、酸は穏やかであることが一般的である。

### アメリカ

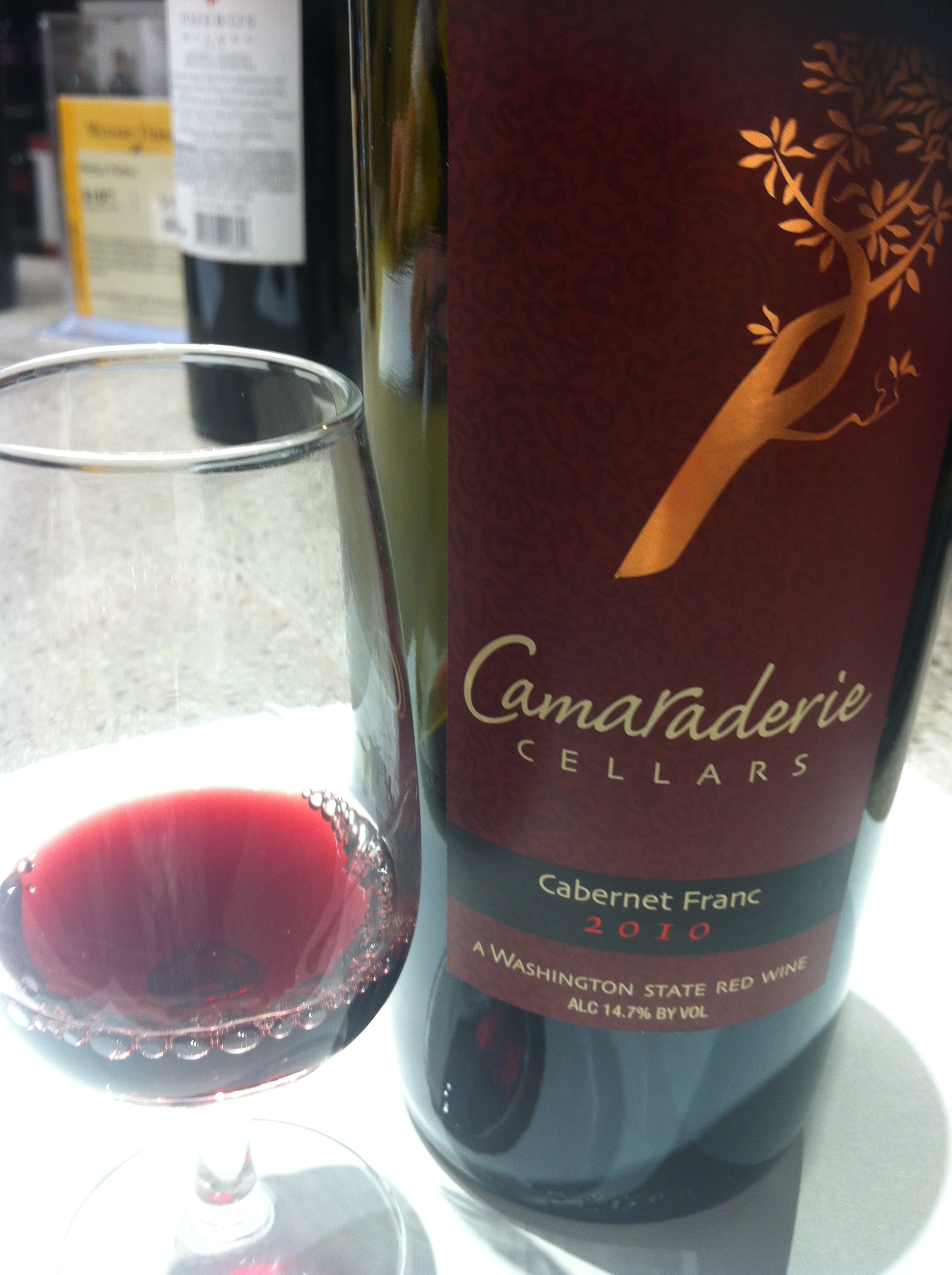
ワシントン州で造られるカベルネ・フランのワイン

カリフォルニア州では、現在ではメリタージュとも呼ばれているボルドーブレンドを造る目的でカベルネ・フランはまず注目された。20世紀初頭から中ほどにかけてはこの品種はメルローと混同されていることもあった。1980年代にはカベルネ・フランへの関心は最高潮に達し、カリフォルニアにおける栽培面積はナパやソノマを中心に1400ヘクタールにまで拡大するに至った。
近年では、ニューヨーク州のロングアイランドやフィンガー・レイクス周辺、コロラド州のAVAグランド・ヴァレー、イリノイ州南部のAVAシャウニー・ヒルズ、ペンシルヴァニア州、オハイオ州全域、ミシガン州西岸、ワシントン州、バージニア州のピードモント台地に位置するモンティチェロ地域やロアノークといった冷涼な地域で注目を集めているほか、ミズーリ州やバージニア州南西のAVAロッキー・ノブでも栽培例が増えている。ミシガン州立大学はミシガン州ベントン・ハーバーにある農学研究所での研究を主導し、五大湖地域やバージニア州において、確実に熟す可能性が他のヨーロッパブドウの品種よりも高く、交配品種よりも高品質なワインが産出されるとして、カベルネ・フランが有望であると示した。

### アルゼンチン
近年アルゼンチンにおいて、カベルネ・フランを用いて極めて高い品質のワインが産出されており、マルベックに次いで高いポテンシャルのある品種であるとみなされている。雑誌"Squeeze Magazine"ではカベルネ・フランを「メンドーサのワイン界に現れた新しくハンサムなスーパーヒーロー」と語っている。2014年には、ロバート・パーカー・Jr.が創刊した雑誌「ワイン・アドヴォケイト」のなかでアルゼンチンワインの最高点である97点を付けたのはカベルネ・フランからなるワインであった。アルゼンチンで多用されるマルベックよりも軽いワインを造る目的でカベルネ・フランを単一品種ワインに仕立てることがあるほか、ブレンドにおいても主要品種としたり補助的に使われたりする。

### その他のニューワールド
オーストラリア、南アフリカ、チリ、ニュージーランドといった国々ではカベルネ・フランは主にブレンド用に栽培されており、生産量は多くない。オーストラリアには、1832年にジェームズ・バズビーによって他の多くの品種とともに持ち込まれた。現在ではビクトリア州北東部やマクラーレ・ヴェイル、アデレード・ヒルズ、クレア・ヴァレーなどで栽培されている。ニュージーランドでは、冷涼な気候のためにカベルネ・ソーヴィニヨンがカベルネ・フランに似た香りを持つとされており、実際にカベルネ・フランが栽培されることは依然として少なく2006年において210ヘクタールの栽培に留まる。南アフリカでは、小規模生産者の中にカベルネ・フランを特に気に入る者が現れており、栽培面積は徐々に増え00年代半ばには1000ヘクタールに達しようとしていた。チリでの生産面積は、21世紀初頭において1180ヘクタールであった。

## ワインのスタイル
カベルネ・ソーヴィニヨンの持つフェノール類などの香り成分は、大部分がカベルネ・ソーヴィニヨンと共通であるが、いくつか重要な差異がある。カベルネ・フランのほうが色調が明るくなる傾向にあるが、ボディやリッチさは同程度のワインが出来上がる。また、ラズベリーやカシス、スミレ、黒鉛のような香りはより顕著に現れる。一般に青い植物性の香りが特徴であるとされるが、これには草のような香りからからピーマンの香りまで幅がある。カベルネ・ソーヴィニヨンよりもわずかにタンニンは少なく、なめらかな口当たりのワインとなることが多い。ニューワールドではより果実味が強いことが多いが、これは青臭さを避けるためにブドウの収穫を遅らせていることに起因する可能性がある。